# Wallis (Mérida)
Wallis, Walix o Walice, es una casona/hacienda ubicada en la localidad de Mérida, municipio de Mérida, en Yucatán, México. Se encuentra en el fraccionamiento del mismo nombre al oriente de la ciudad de Mérida, capital del estado de Yucatán,.

## Datos históricos
- En 1792 es abandonada por su propietario Toribio del Mazo.
- En 1910 cambia su nombre de Walice a Walix
- En 1915 Esperanza Canti Pérez vende los terrenos pertenecientes a la actual colonia Esperanza.
- En 1987 el Ayuntamiento de Mérida restaura la casa principal que es utilizada como centro cultural.

## Restauración
El viejo casco de la hacienda ha sido restaurado.

## Galería

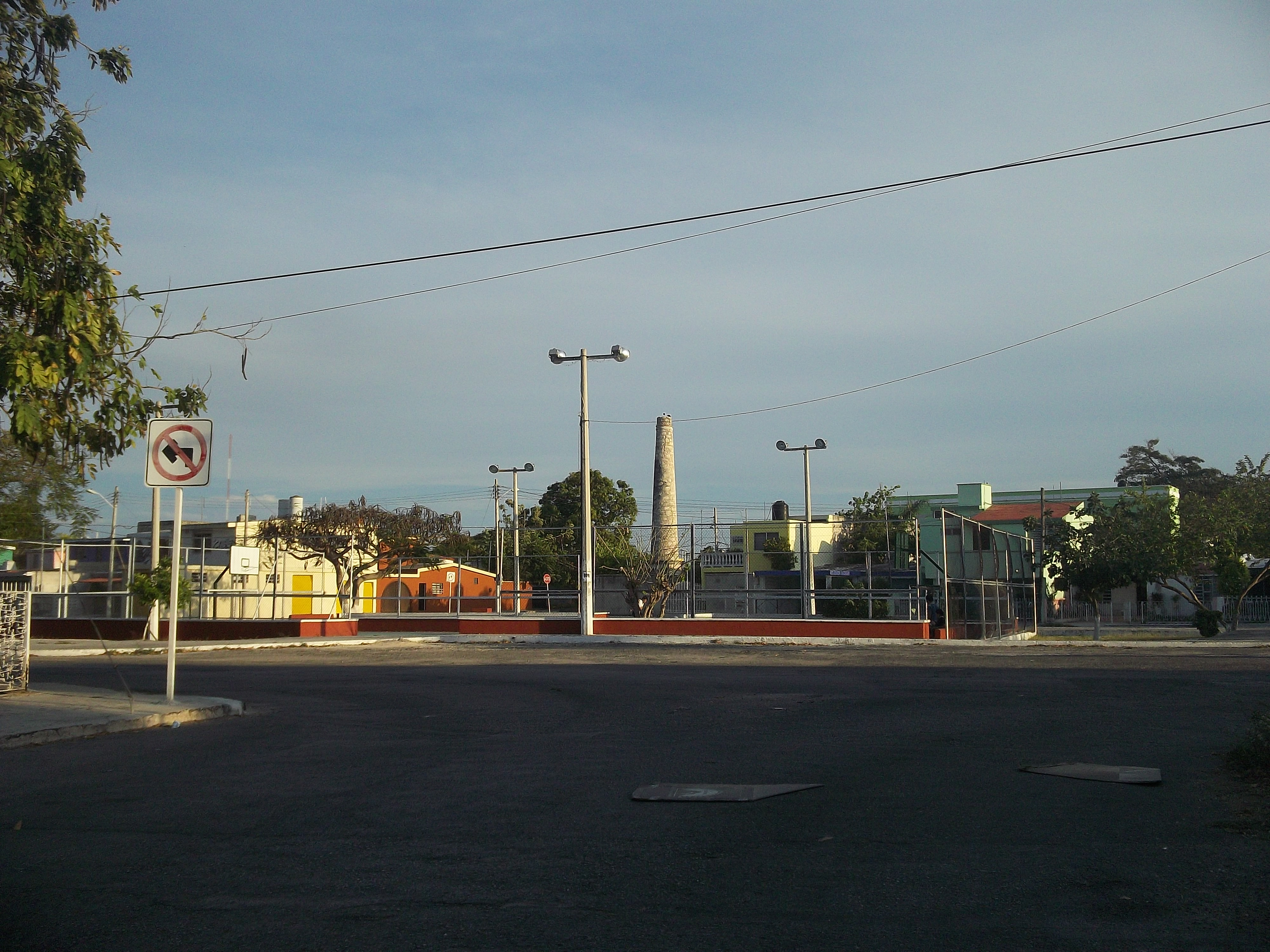
Vista de la hacienda.
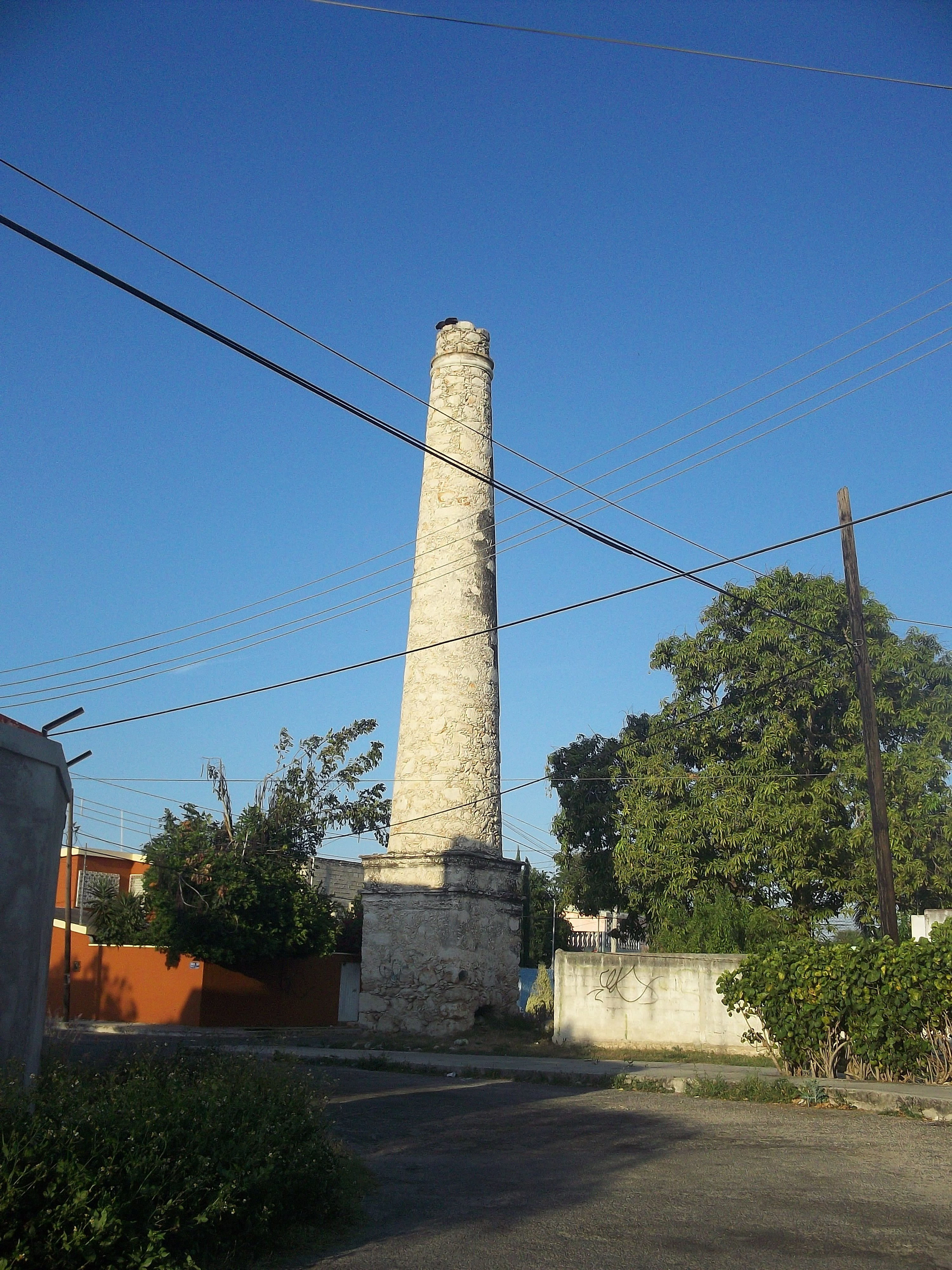
Vista de la hacienda.
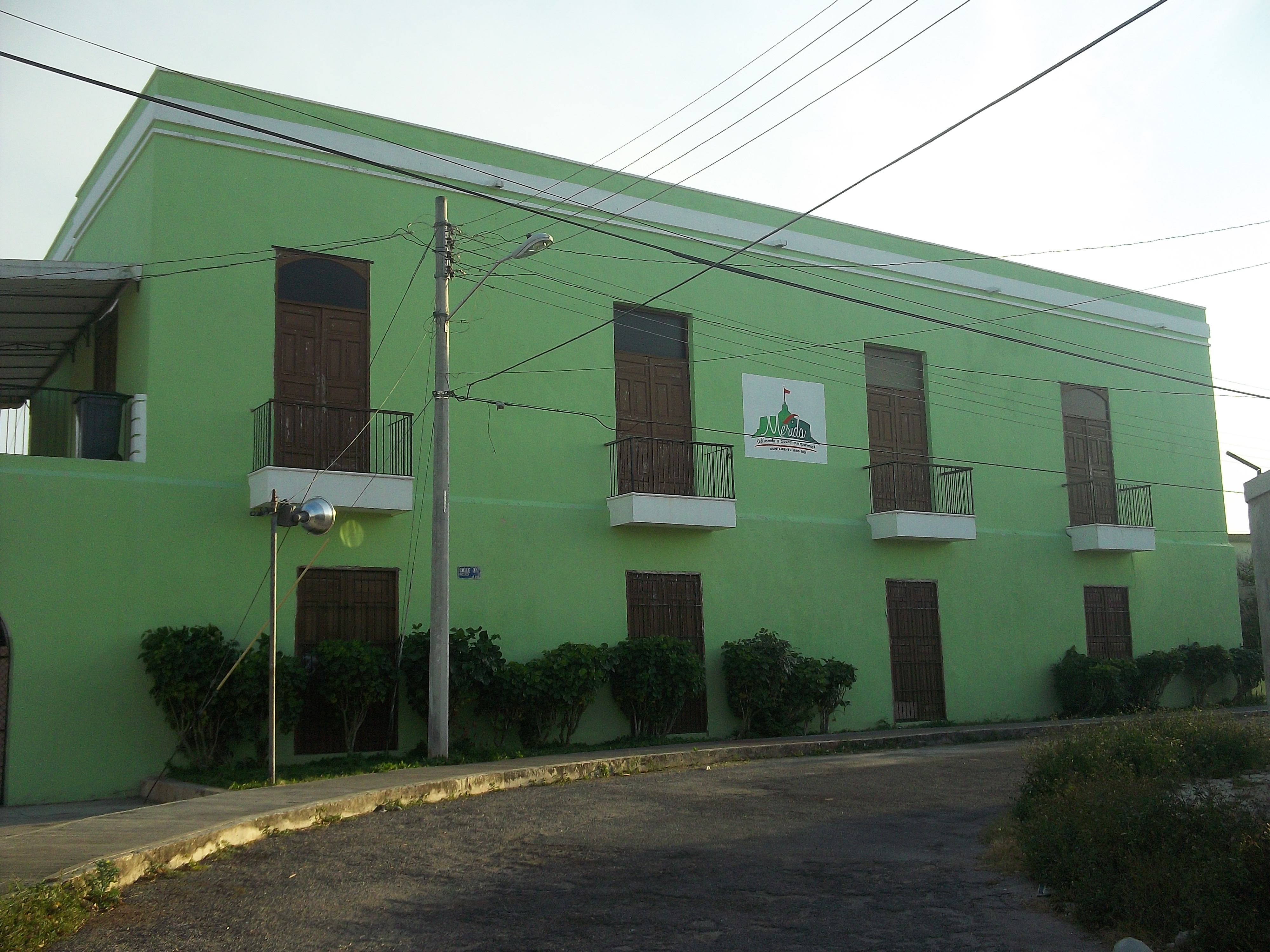
Vista de la hacienda.

## Demografía
En 1900 según el INEGI, la población de la localidad era de 59 habitantes, de los cuales 33 eran hombres y 26 eran mujeres.
| 59                          | 23 | 33 | 18 | 12 | 19 | 13 |
| (Fuente: INEGI [Consultar]) |    |    |    |    |    |    |